# F♯ A♯ ∞

De lp-versie van F♯ A♯ ∞

F♯ A♯ ∞ ("F-sharp, A-sharp, Infinity") is het debuutalbum van de Canadese post-rockband Godspeed You! Black Emperor.
De titel F♯ A♯ ∞ slaat op het feit dat in de originele vinyluitgave de A-kant in Fis gestemd staat en de B-kant in Ais. Bovendien is de groef van de plaat zo geconstrueerd dat de B-kant oneindig doorspeelt. De cd-uitgave is een stuk langer, maar heeft niet de oneindige loop aan het einde.
De muziek op het album wordt gebruikt in de film 28 Days Later, de bandleden van Godspeed You! Black Emperor stonden erop dat ze hiervoor niet gecredit zouden worden.

## Nummers
De vinylversie van F♯ A♯ ∞ bestaat uit een A-zijde met zes 'movements' en een B-zijde met vier 'movements'. De muziek is op de cd in een behoorlijk andere volgorde geplaatst. Ook is de cd-versie een stuk langer met drie tracks met in totaal twaalf 'movements'.
Vinylversie
1. A-kant "Nervous, Sad, Poor..."
  1. "The Dead Flag Blues (Intro)" - 6:09
  2. "Slow Moving Trains" - 3:23
  3. "The Cowboy..." - 4:16
  4. "Drugs in Tokyo" - 3:29
  5. "The Dead Flag Blues (Outro)" - 1:52
  6. Ongetiteld - 1:34
2. B-kant "Bleak, Uncertain, Beautiful..."
  1. "...Nothing's Alrite in Our Life..." / "The Dead Flag Blues (Reprise)" - 2:00
  2. "The Sad Mafioso..." - 5:33
  3. "Kicking Horse on Brokenhill" - 5:37
  4. "String Loop Manufactured During Downpour..." - 4:26[1]

Cd-versie
1. "The Dead Flag Blues" - 16:27
  1. "The Dead Flag Blues (Intro)" - 6:37
  2. "Slow Moving Trains" / "The Cowboy..." - 7:50
  3. "The Dead Flag Blues (Outro)" - 2:00
2. "East Hastings" - 17:58
  1. "...Nothing's Alrite in Our Life..." / "The Dead Flag Blues (Reprise)" - 1:35
  2. "The Sad Mafioso..." - 10:44
  3. "Drugs in Tokyo" / "Black Helicopter" - 5:39
3. "Providence" - 29:02
  1. "Divorce & Fever..." - 2:44
  2. "Dead Metheny..." - 8:07
  3. "Kicking Horse on Brokenhill" - 5:53
  4. "String Loop Manufactured During Downpour..." - 4:36
  5. Ongetitelde stilte - 3:32
  6. "J.L.H. Outro" - 4:08

## Bezetting

### Godspeed You! Black Emperor
- Thierry Amar – basgitaar
- David Bryant – gitaar
- Bruce Cawdron – percussie
- Aidan Girt – drums
- Norsola Johnson – cello
- Efrim Menuck – elektrische gitaar
- Christof Migone – viool
- Mike Moya – gitaar, banjo
- Mauro Pezzente – basgitaar
- Thea Pratt – hoorn

### Gastmuzikanten
Deze gastmuzikanten worden op het album bedankt. Hun achternamen en instrumenten staan niet vermeld.
- Amanda
- Colin
- D.
- Dan O.
- Grayson
- Jesse
- Peter
- Shnaeberg
- Steph
- Sylvain

### Technisch personeel
- Ian Ilavsky – productie, mix
- Godspeed You! Black Emperor – productie, mix
- John Arthur Tinholt – locomotive etching
- Don Wilkie – productie, mix